# Kirkpatrick Macmillan
Kirkpatrick Macmillan, škotski kovač, izumitelj kolesa z zadnjim pogonom, * 1812 Keir, † 23. januar 1878.
Svojo konstrukcijo kolesa s pedali je dokončal leta 1839. Bicikel je imel okovana lesena kolesa, vodljivo sprednje kolo premera 76 centimetrov in 101 centimeter veliko zadnje kolo, povezano s pedali preko ojnice. Celoten izum je tehtal 26 kilogramov. Leta 1842 je kolo preizkusil na vožnji od Keira do Glasgowa, dolgi 109 kilometrov. Na poti je bil kaznovan s 5 šilingi zaradi prekoračitve hitrosti (13 km/h) in zbitja deklice, ki mu je presekala pot.
Svoje iznajdbe ni nikoli patentiral, kar je privedlo do množičnega posnemanja. Priredba njegovega izuma je na ogled v muzeju znanosti (Science Museum) v Londonu, Anglija, medtem ko je izvirno kolo v Glasgowu v muzeju prevoznih sredstev (Museum of Transport).